# Anne Fontaine
Anne Fontaine (volledige naam Anne-Fontaine Sibertin-Blanc) (Luxemburg, 15 juli 1959) is een Luxemburgs-Frans filmregisseur, scenarioschrijver en actrice.

## Biografie
Anne-Fontaine Sibertin-Blanc werd in 1959 geboren in het Groothertogdom Luxemburg en woonde als kind in Lissabon waar haar vader Antoine Sibertin-Blanc, een muziekprofessor en kathedraalorganist naartoe verhuisde. Tijdens haar adolescentie verhuisde Fontaine naar Parijs waar ze een opleiding volgde als danseres. Anne Fontaine’s filmdebuut als actrice was in de jaren 1980 in komedies in 1981 en 1985, zoals P.R.O.F.S (waar ze speelde aan de zijde van Patrick Bruel).
In 1992 regisseerde fontaine haar eerste langspeelfilm Les histoires d'amour finissent mal... en général en daarna de middellange film Augustin (1995) waarin haar jongere broer Jean-Chrétien Sibertin-Blanc het atypische hoofdpersonage Augustin Dos Santos speelde alsook in de sequel uit 1999, Augustin, roi du kung-fu. In 1998 werd ze genomineerd voor de César voor beste script voor haar film Nettoyage à sec. Zowel in 2006 als in 2010 werd ze genomineerd voor de César voor beste bewerkt script voor respectievelijk Entre ses mains en Coco avant Chanel. Deze laatste film met Audrey Tautou en Benoît Poelvoorde in de hoofdrollen werd ook genomineerd voor de BAFTA voor beste niet-Engelstalige film.
Fontaine’s film Les Innocentes ging in 2016 in première op het Sundance Film Festival en werd in 2017 genomineerd voor vier Césars, waaronder beste film, beste origineel script en beste regisseur.

### Privaat leven
Anne Fontaine is gehuwd met de Franse filmproducent Philippe Carcassonne. Ze adopteerden samen een zoon, geboren in Cambodja.

## Filmografie
| Jaar | Film                                              | Bijdragen | Bijdragen | Bijdragen | Bijdragen | Opmerkingen      |
| Jaar | Film                                              | Regie     | Scenario  | Acteur    | Rol       | Opmerkingen      |
| ---- | ------------------------------------------------- | --------- | --------- | --------- | --------- | ---------------- |
| 2017 | Marvin ou la Belle Éducation                      | Afgevinkt | Afgevinkt |           |           |                  |
| 2016 | Les Innocentes                                    | Afgevinkt | Afgevinkt |           |           |                  |
| 2014 | Gemma Bovery                                      | Afgevinkt |           |           |           |                  |
| 2013 | Perfect Mothers                                   | Afgevinkt |           |           |           |                  |
| 2011 | Mon pire cauchemar                                | Afgevinkt | Afgevinkt |           |           |                  |
| 2009 | Coco avant Chanel                                 | Afgevinkt | Afgevinkt |           |           |                  |
| 2009 | Chloé                                             |           | Afgevinkt |           |           |                  |
| 2008 | La Fille de Monaco                                | Afgevinkt | Afgevinkt |           |           |                  |
| 2006 | Nouvelle chance                                   | Afgevinkt | Afgevinkt |           |           |                  |
| 2005 | Entre ses mains                                   | Afgevinkt | Afgevinkt |           |           |                  |
| 2003 | Nathalie...                                       | Afgevinkt | Afgevinkt |           |           |                  |
| 2001 | Comment j'ai tué mon père                         | Afgevinkt | Afgevinkt |           |           |                  |
| 1999 | Augustin, roi du kung-fu                          | Afgevinkt | Afgevinkt |           |           |                  |
| 1997 | Nettoyage à sec                                   | Afgevinkt | Afgevinkt |           |           |                  |
| 1994 | Augustin                                          | Afgevinkt | Afgevinkt |           |           | Middellange film |
| 1992 | Les histoires d'amour finissent mal... en général | Afgevinkt | Afgevinkt |           |           |                  |
| 1998 | Pas de scandale                                   |           |           | Afgevinkt | Nathalie  |                  |
| 1985 | P.R.O.F.S                                         |           |           | Afgevinkt | Marité    |                  |
| 1981 | Si ma gueule vous plaît...                        |           |           | Afgevinkt | Isabelle  |                  |
| 1980 | Tendres cousines                                  |           |           | Afgevinkt | Justine   |                  |

## Prijzen en nominaties
De belangrijkste:
| Jaar | Prijs      | Categorie                    | Genomineerde(n)    | Uitslag     |
| ---- | ---------- | ---------------------------- | ------------------ | ----------- |
| 2017 | Queer Lion | Beste film                   | Reinventing Marvin | Gewonnen    |
| 2017 | César      | Beste origineel scenario     | Les Innocents      | Genomineerd |
| 2017 | César      | Beste film                   | Les Innocents      | Genomineerd |
| 2017 | César      | Beste regisseur              | Les Innocents      | Genomineerd |
| 2010 | BAFTA      | Beste niet-Engelstalige film | Coco avant Chanel  | Genomineerd |
| 2010 | César      | Beste aangepast scenario     | Coco avant Chanel  | Genomineerd |
| 2006 | César      | Beste aangepast scenario     | Entre ses mains    | Genomineerd |
| 1998 | César      | Beste script                 | Nettoyage à sec    | Genomineerd |